# Антоній Ланге
Анто́ній Ла́нге (пол. Antoni Lange; 28 квітня 1862, Варшава — 17 березня 1929, Варшава) — польський поет, перекладач, філософ-містик, поліглот, літературний критик, драматург, письменник i лівий публіцист єврейського походження. Належить до першого покоління поетів Молодої Польщі. Також редактор варшавського тижневика «Życia».
Був першим в Польщі перекладачем поезії Едгара Аллана По і Шарля Бодлера.
Спочатку автор патріотичної лірики в дусі позитивізму. Згодом представник декадансу і парнасу в Польщі, провісник науково-фантастичної літератури. Популяризатор культури Далекого i Близького Сходу, дослідник польського романтизму, знавець французької літератури. Палкий прихильник еволюціонізму.
Як філософ займався космологічними питаннями з основою в буддизмі, критикою історіософії та філософії культури.
Був дядьком Болеслава Лесьмяна.

## Життєпис
Народився 28 квітня 1862 року у Варшаві. Походить з єврейської родини з тривалими патріотичними традиціями. Був сином Генрика вел Хаіма, учасника Листопадового повстання. В домі Ланге панувала атмосфера культу і пошани класики польської літератури, особливо романтичної.
Після закінчення V гімназії у Варшаві, вступив до Варшавського університету на природничий факультет. В той час захопився діяльністю радикальних і патріотичних молодіжних кіл. У 1880 році відрахований з університету, причиною стало обвинувачення в конспіраційній діяльності і очолювання демонстрацій.
Певний час утримувався завдяки роботі приватного вчителя, зазвичай, в сільській місцевості, а також публікацією віршів на соціальні і народно-визвольні теми, під псевдонімом Napierski i Antoni Wrzesień. Перейшов з юдаїзму в католицьку віру. Згодом переїхав до Парижу, щоб розпочати навчання в університеті. В 1890 в столиці Франції став літературним керівником журналу Życie. Виступав на захист універсальних цінностей національної літератури, зокрема, Генрика Сенкевича. Водночас критикував тогочасну польську літературу за герметичну замкнутість на темі Батьківщини, пропагував «европезацію» польської культури із збереженням її індивідуальності.
Працював вчителем польської мови. В Парижі ознайомився з новими течіями у мистецтві, буддистською філософією, філологією східних мов та теоріями Шарко, що знайшли відображення у його прозовій творчості («Zbrodnia», «W czwartym wymiarze»). Брав участь в «четвергових обідах» Стефана Малларме. Ці зустрічі мали значний вплив на пізнішу поетичну творчість Ланде, польський поет до кінця життя вважав Малларме найвидатнішим творцем французької літератури початку XX століття. В 1924 заснував літературний журнал «Astrea», присвячений теорії польського романтизму. Після повернення до Польщі був учасником Straży Piśmiennictwa Polskiego — інституції, організованої Варшавським Товариством Письменників і Журналістів.

## Творчість
Творчість Антонія Ланге була багатостороння — охоплювала понад 50 творів з майже всіх відомих на той час літературних жанрів. Окрім цього помітні світоглядні зміни поета: від соціально спрямованої творчості, через філософсько-рефлексійну лірику до естетичної. Кінцева фаза принесла повернення до анонімної старопольської лірики. Ланге був поетом трьох епох і трьох літературних тенденцій. Деб'ютував у сутінках позитивізму, публікуючи збірку патріотичних пісень «Pogrobowcom», в періоді Молодої Польщі переживав розквіт творчості, що повільно слабнув із настанням  міжвоєнного двадцятиліття.
Заради заробітку Ланге писав фейлетони, літературні і філософські твори, популяризував мистецтво. Перекладав вірші з французької літератури, італійських, англійських, іспанських, шведських, німецьких, арабських і перських поетів. З-під його пера вийшли також переклади з санскриту (східних магічних книг) та антології шедеврів ассиро-вавилонської, єгипетсько-перської та індійсько-японської поезії. Написав декілька віршів  французькою мовою («A Madame S...»).
Антоні Ланге вважають представником декадентизму і парнасизму, великий вплив він мав і в символізмі, імпресіонізмі, і метафізичній поезії. Поруч із Єжи Жулавскім і  Владиславом Умінскім був одним із зачинателів фантастично-наукової літератури («W czwartym wymiarze», «Міранда»).

### Поезія
Про Ланге згадують як про одного з перших в Польщі учнів і поширювачів школи Шарля Бодлера, хоч поетика його зрілих тестів значно відрізняється від поетики Квітів зла, схиляючись в сторону гуманістичного класицизму. Як представник парнасизму, Антоні Ланге послідовно прагнув до програмного об'єктивізму — інтелектуального холоду, зникнення слідів індивідуалізму чи найменшого емоційного проникнення поета в слова ліричного героя.
Стиль поезії Ланге коливався між спадщиною романтизму, символізмом Стефана Маларме і прагненням до досконалості в парнасизмі Шарля Леконт де Ліля. Від початку важливе місце в цій творчості займало питання недоговореності. В 1905 Ланге проголосив ідеал «поета незнаного світу», під кінець життя свідомо прагнучи до анонімності.
Окремим прикладом в творчості Ланге були селянки, написані, керуючись принципами дослівності, простоти, реалізму і народним поглядом на світ. Селянки були певним відступом від віршів Ланге в стилі «Palingenezy» чи «Sonety wedyckie», що наповнені двозначних слів, герметизму і східної символіки.
Натхненням для Ланге була філософія Нітше, теоретичні листи Морріса Метерлінга, Стефана Малларме та ідея окультного буддизму. Ланге висловив це в книзі «Studia i wrażenia» (Варшава, 1900), особливо в розділах: O sztuce, O twórczości, Tarde i Nietzsche, O poezji współczesnej. Його вважають попередником поетики Лесмана, Лехоня, Слонімського і Стаффа.

### Наукова фантастика
Хоча Ланге був передусім поетом, в свідомості сучасних читачів він фігурує у ролі провісника польської науково-фантастичної літератури. Його заощадливу і точну техніку часто порівнюють із творчістю Теофіля Готьє і Огюста де Вільє де Ліль-Адана.
До найбільш відомих творів Ланге з цієї галузі належать «Міранда» (1924) — окультний роман, який є полемікою до творчості Томмаза Кампанелла, візіями ренесансних утопістів та ідеалем надлюдини. Роман опирається на тому самому сюжеті, що й написаний в той час роман Герберта Уеллса «Люди як боги».
Найвизначніше досягнення в галузі фантастики — збірка філософсько-фантастичних оповідань «В четвертому вимірі» (1912).